# مدين (اقتصاد)
المدين في القانون والاقتصاد: هو الشخص أو الكيان الذي عليه سداد دين إلى صاحب الدين creditor وقد يكون الكيان شخص أو شركة أو مؤسسة أو حكومة، ويسمى الطرف الثاني الدائن أو صاحب الدين، وإذا كان أحد المتعاقدين على الدين مصرفًا ففي تلك الحالة يسمى المدين مقترضا أو مستلفًا.
إذا اقترض شخص أموالًا من البنك، فإن الشخص هو المدين والبنك هو الدائن، أما إذا وضع شخص المال في البنك، فإن البنك هو المدين والشخص هو الدائن.
إذا فشل المدين في سداد الدين فلا تعتبر جريمة، إلا في حالات محدّدة مثل إفلاس البنك، يمكن للمدين أن يختار سداد الدين بالأولوية التي يريد، ولكن إذا فشل شخص في وفاء الدين، فيكون قد مكث بالاتفاق والعقد الذي أبرمه مع الدائن، بالعموم كل الاتفاقات الشفهية أو المكتوبة للوفاء بالدين الاستهلاكي (ديون ذات أهداف عائلية أو شخصية أو منزلية مضمونة مبدئيًّا بسكن الشخص) هي اتفاقات إلزامية.
يجب أن تكون الديون المتعلقة بالعمل مكتوبة حتى تعتبر إلزامية، إذا كان الاتفاق المكتوب يتضمن أن يدفع المدين مبلغًا معيّنًا من المال، يحق للدائن ألّا يقبل أن يدفع المدين ما يقل عن هذا المبلغ، ويجب أن تُدفَع كاملةً.
أيضًا إذا لم يوجد أي اتفاق فعلي ولكنّ الدائن أثبت أنّه أقرض مبلغًا من المال، أو تعهّد بتلبية خدمة، أو أعطى المدين منتجًا ما، فيجب على المدين أن يفي بدينه

## تاريخ استخدام مصطلح (مدين)
يقترح عالم الإنسانيات ديفيد غريبير أن استخدام الدين بدأ في ال 5000سنة الأولى عند بداية التجارة، وكان على شكل وعد بدفع ثمن بعض البضائع لاحقًا لقاء بضائع أخرى، وبالتالي يمكن القول أن الدين بدأ حتى قبل استخدام العمل النقدية.
جاءت كلمة مدين (debtor) من الدين (debt)، وهي مشتقة من الكلمة الفرنسية (dette)، المأخوذة من الكلمة اللاتينية (debere)

## أنواع المدينين
هناك أشكال مختلفة من الديون تظهر فيها علاقة المدين مع الدائن:
- قرض الحساب البنكي
- قرض تجاري (شائع الاستخدام كمصطلح محاسبة)
- قرض سيارة
- دين مجلس الديون
- دين محكمة قانوني
- غرامات مواقف السيارات
- قرض شخصي
- دين هاتفي
- ديون فائدة
- دين عقاري
- دين بطاقة ائتمانية[4]

الدين لا يقتصر على الأشخاص، ففي العمل يوجد أيضًا دين شركات، تعتمد العديد من الشركات على حلول الإفلاس أو عدم القدرة على الوفاء بالدين لتمنع أن يبقى الدين جانبًا.

## التقصير
يحدث التقصير Default عندما لا يفي المدين بالتزاماته نحو رد القرض إلى الدائن طبقًا للشروط المتعاقد عليها، أي ألا يقوم مثلًا بسداد قسط في وقته المحدد أو أن يُخل بتعهد منصوص عليه في العقد. وكذلك يعتبر تقصيرًا عندما لا يكون للمدين رغبة في السداد أو ألا يكون في استطاعته تسديد القرض. وقد يحدث التقصير في أي من الالتزامات الآتية: سداد سند، أو رهن، أو قرض، أو كمبيالة.

## المدين في حالات إفلاس البنوك أو الاتفاقات الطوعية الفردية
«الترتيب الفردي الطوعي» هو ترتيب ملزم قانونياً يشرف عليه شخص مختص بأمور الإفلاس ويحمل إجازة، الغرض منه هو تمكين فرد أو تاجر أو شريك («المدين») من التوصل إلى حل وسط مع دائنيه وتجنب عواقب الإفلاس. تتضمّن التسوية سدادًا أكبر من المتوقّع عندما يكون المدين مفلسًا، أي أنها وسيلة لتجنّب الخسارة الكبيرة في حال الإفلاس، غالباً ما يتم تسهيل ذلك من خلال قيام المدين بتقديم مساهمات في الترتيب من دخله خلال فترة معينة أو من مساهمة من طرف ثالث أو من مصدر آخر لا يكون متاحًا عادة للوصاية في الإفلاس.

## استخدامات أخرى
تترجم أحيانًا كلمة (Debtor) و (Debt) بمعنى الذنب أو المذنب، ففي النسخة اللاتينية من (صلاة الإله) وردت عبارة (Et dimitte nobis debita nostra/Sicut et nos dimittimus debitoribus nostris) التي تعني (واغفر لنا ذنوبنا / كما نغفر نحن للمذنبين إلينا)، فهم الخطيئة أو الذنب بهذا الشكل، وكأنها الدين الذي ورثته البشرية، آتي من نظرية (الكفّارة) أي أنّ المسيح قد مات ككفّارة عن ذنوبنا.

## اقرأ أيضًا
- الدائن
- دائن مميز
- دائن ثانوي
- دائن مضمون
- حجز مال المدين
- رهن (اقتصاد)
- تخصيص الأموال
- حجم الأعمال (اقتصاد)
- وديعة